# Валета
Валета (на малтийски: Valletta) е столица на Малта, разположена на най-големия остров в държавата. Името на италиански е La Valetta и често може да се види изписано на български и като Ла Валета.

## История
Градът е основан от великия магистър на йоанитския орден Жан Паризо дьо ла Валет през 1566 г. Историята на града е пряко свързана с рицарите от Ордена на Св. Йоан и техния осемстранен готически кръст. Съвременният облик на града е дело на италианския военен архитект Франческо Лапарели. Тъй като рицарите дълго време нямали финансови средства, за да построят града те прибягнали до заем от папа Пий и от испанския крал Филип. Италианският архитект Лапарели бил неимоверно улеснен, тъй като получил възможност да проектира града, така както го вижда, без да се съобразява с актуалното местоположение на стари постройки или с архитектурни планове. Това е първият в историята град, построен на принципа на координатната мрежа на улиците, което позволява свежия морски въздух от двете пристанища да циркулира свободно по улиците и да действа като своего рода „средновековен климатик“.
Една от най-големите забележителности на съвременната Валета е сградата на парламента, която в периода между 1571 – 1574 г. е била официалната резиденция-дворец на основателя на рицарския орден на Св. Йоан - Жан Паризо дьо Ла Валет. Орденът на Св. Йоан владее укрепеното селище Валета до 1798 г., когато градът, респективно островът е завладян от французите. Две години по-късно Англия обявява Малта за своя колония. Страната остава под английски флаг до 21 септември 1964 г., когато обявява своята независимост, а от 1974 г. Валета се превръща в столица на република Малта. По време на Втората световна война градът е бомбардиран от германската авиация и търпи сериозни загуби в богатия си архитектурно-сграден фонд.
Населението на Валета е около 6315 души, според приблизителна оценка от 2005 г. Градът е включен в списъка на световното културно и природно наследство на ЮНЕСКО през 1980 г. Една от най-големите туристически забележителности на малтийската столица е катедралата „Св. Йоан Кръстител“. В катедралния музей се съхранява световноизвестната картина на Караваджо „Обезглавяването на св. Йоан Кръстител“.
Градът заема площ от 55 хектара. В него има 320 архитектурни паметника, което го прави един от най-богатите на архитектурни паметници в Европа.
- Градските порти на Валета, проектирани от Ренцо Пиано (2014)
- Детайл от сградата на Парламента на Малта (2015)
- Средиземноморският конферентен център, преди Sacra Infermeria (2016)
- Реновираният Фонтан с тритоните (2018)
- Хотел „Италия“, реновиран през 2016, за да се превърне в дом на Националния художествен музей (MUŻA)
- Реновираният покрит пазар „Is-Suq tal-Belt“, 2018

## Култура

### Празници
- Празникът на Дева Мария от планината Кармел се празнува на 16 юли
- Празникът на Апостол Павел се празнува на 10 февруари
- Празникът на Свети Доминик се празнува на 4 август или в един от дните преди това
- Празникът на Свети Августин се празнува на третата неделя след Великден
- Жителите на града провеждат и ежегодно шествие в чест на Света Рита

## Известни личности
Родени във Валета
- Гуидо де Марко (1931 – 2010), политик
- Виктория Фьодоровна (1876 – 1936), велика херцогиня на Хесен и руска велика княгиня

## Побратимени градове
- Караваджо, Италия (от 2012)[1]
- Палермо, Италия (от 2018)[2]
- Пиза, Италия (от 2021)[3]
- Пиран, Словения[4]
- Родос, Гърция[5]